# Nikon D800
Nikon D800 — цифровий дзеркальний фотоапарат компанії Nikon, представлений 6 лютого 2012. На момент оголошення мав найбільшу роздільну здатність серед малоформатних фотоапаратів з баєрівською матрицею — більше 36 млн пікселів. Також став першим фотоапаратом з роз'ємом стандарту USB 3.0. Одночасно була представлена модифікація D800E, що відрізняється відсутністю оптичного фільтра нижніх частот. Початок продажів D800 намічено на кінець березня 2012 року, D800E — на середину квітня. Оголошена вартість — 3000 і 3300 доларів США, відповідно.

## Ключові особливості
В порівнянні з D700 з 12 млн. пікселів D800 має 36 млн. пікселів, а також функцію відеозйомки. За багатьма параметрами D800 близький до представленого місяцем раніше професійного Nikon D4, який удвічі дорожче.
Можливості відеозйомки аналогічні таким у D4: роздільна здатність 1920 × 1080 (Full HD) з частотою 24, 25 або 30 кадрів в секунду, а також можливість зйомки з частотою 50 і 60 кадрів/с при роздільній здатності 1280 × 720. Підвищена якість запису звуку: передбачений роз'єм для навушників, рівень запису виводиться на РК-дисплей і може бути детально налаштований, також налаштовується чутливість мікрофона. D800 має HDMI-вихід, через який передається відеопотік для відтворення.
У D4 запозичена і система визначення експозиції. Якщо у D700 вона складалася з 1005 пікселів, то сенсор D800 має 91000 пікселів. РК-дисплей на задній панелі має діагональ 3,2 дюйма і роздільну здатність 921 000 пікселів (у D700 розмір становив 3 дюйма). Аналогічно D4, з'явилася можливість зйомки з пропорціями кадру 5:4.
В камері є другий роз'єм для флеш-пам'яті: до використовуваного в D700 CompactFlash (тепер з підтримкою UDMA-7) додався роз'єм для карт пам'яті Secure Digital, при цьому підтримуються стандарти SDXC і UHS-I. Підтримуються різні режими використання двох карт пам'яті: зйомка з резервним копіюванням на другу карту; роздільний запис RAW і JPEG; роздільний запис відео- і фотоматеріалів; запис на другу карту після вичерпання місця на першій.
Якщо D700 міг визначати відхилення від горизонталі в одній площині, то D800 показує відхилення в двох площинах. Інформація показується у видошукачі і на РК-дисплеї. Новий видошукач має 100-відсоткове охоплення кадру і збільшення 0,7, у порівнянні з 95% і 0,72 у D700.
Максимальна чутливість сенсора така сама, як попередниках і становить 6400 ISO з можливістю збільшення при необхідності до 25600 ISO. Однак, якщо у D700 мінімальне значення становило 200 ISO з можливістю встановити 100 ISO, то у D800 діапазон ширше: до 100 і 50 ISO відповідно.
Збільшення роздільної здатності призвело до зменшення швидкості зйомки з 5 кадрів/с до 4. При установці батарейною ручки MB-D12 швидкість зйомки в режимі DX (15 млн пікселів, що знімаються з центральній частині сенсора) може досягати 6 кадрів/с, проте у D700 при використанні батарейної ручки швидкість зйомки досягала 8 кадрів/с в повній роздільній здатності.